# Quinto Miotti
Quinto Miotti (Torino, 6 giugno 1901 – Torino, 20 gennaio 1985) è stato un calciatore italiano, di ruolo difensore.

## Caratteristiche tecniche
Giocava come terzino.

## Carriera
Disputa due stagioni nella Pro Patria dal 1920 al 1922, con i tigrotti debutta il 24 ottobre 1920 nella partita Cremonese-Pro Patria (1-2).
Esordì in Serie A con la maglia del Torino il 3 novembre 1929 in Alessandria-Torino (3-3).
Giocò nella massima serie anche con la maglia del Palermo. Militò poi nella Biellese.

## Palmarès
- Campionato italiano di Serie B: 1

Palermo: 1931-1932